# Генерални гувернер Канаде
Генерални гувернер Канаде (енгл. Governor General of Canada; фр. Gouverneur général du Canada) је заступник и намесник канадског монарха. Тренутни генерални гувернер је Мери Меј Сајмон.
Канада је једна од 16 крунских земаља Комонвелта које имају заједничког монарха, тренутно краља Чарлса III. Генерални гувернер ради као вицекраљ, намесник и често је виђен као de facto шеф државе. Од 1904, генерални гувернер је врховни командант канадске војске у име суверена — краља.
Краљ именује генералног гувернера на предлог премијера Канаде. Нема званично утврђене дужине мандата, али је конвенцијом утврђена на 5 година.
Како је Канада уставна монархија, улога генералног гувернера је обично ограничена на церемонијалне и политички неутралне функције. У пракси, политичка власт је највише у рукама Парламента и премијера, тј. Кабинета.
По уставној конвенцији, генерални гувернер своја овлашћења врши, практично без изузетка по савету премијера и других краљевских министара.